# 4D Sports Boxing
4D Sports Boxing – komputerowa gra sportowa stworzona w oparciu o wektorowy silnik 3D, wyprodukowana przez Distinctive Software Inc. i wydana przez Mindscape oraz Electronic Arts. Gra zalicza się do gatunku gier sportowych, w której gracz wciela się w postać boksera. Tytuł, obok 4D Sports Driving (Stunts) oraz 4D Sports Tennis, zaliczany jest do gier z serii 4D Sports.
Grę można toczyć w pojedynkę w trybie treningowym lub kariery, a także z drugim, żywym graczem.

## Rozgrywka
"4D Sports Boxing" pozwala wcielić się w zawodowego boksera i prowadzić jego karierę przez życie ciągłych walk na ringu. Na początek możemy "zbudować" zawodnika określając płeć, budowę ciała (wzrost, waga), ustalając czy jest lewo-, czy praworęczny oraz z gotowego zestawu twarzy wybrać tę, która wyda się najbardziej odpowiadająca. Wykreowany bokser trafia do bazy wszystkich "żywych" zawodników, którzy mogą wziąć udział w walkach (można więc prowadzić równolegle kilka karier bokserskich). Wraz z każdą wygraną walką bokser awansuje w rankingu. Przed walką odbywa się trening, gdzie można zdecydować, na który element zostanie położony największy nacisk: szybkość, siła czy wytrzymałość. Niezależnie od naszego wyboru zawsze zwiększa się wskaźnik czwarty – ogólny.
Podczas walki jest do dyspozycji szeroki wachlarz ciosów. Każdy bokser opisany jest trzema wskaźnikami, które obrazują jego kondycję. W trybie kariery każda walka trwa odpowiednią liczbę rund. Na początku są to trzy, a wraz z zaawansowaniem będzie ich coraz więcej. Pomiędzy rundami można zapoznać się z ekranem statystyk i dowiedzieć się z nich, ile zadano ciosów, ile z nich było celnych, ile razy przeciwnik został znokautowany. To wszystko ma wpływ na ogólną ocenę i punktację, która, o ile wcześniej nie będzie nokautu, zadecyduje o zwycięzcy. Niezależnie od stanu fizycznego zawodnika, trzykrotne znalezienie się na deskach w trakcie jednej rundy oznacza nokaut techniczny.
Walka rozgrywa się w oparciu o silnik 3D. Posiada on funkcję zmiany kamer (walkę toczy się z poziomu obserwatora ringu lub z widoku oczu boksera), możliwość zapisywania przebiegu walki.